# مزیبوری
مزیبوری (به چکی: Meziboří) یک منطقهٔ مسکونی و شهرستان دارای شهرک سابقاً روستا در جمهوری چک است که در ناحیه موست واقع شده‌است.
 مزیبوری  ۴٬۸۱۷ نفر جمعیت دارد.

## خواهرخوانده
شهرهای زایدا و سولیانو ال روبیکونه خواهرخوانده‌های مزیبوری هستند.